# Estadi Municipal de Pétange
L'Estadi Municipal de Pétange és un estadi de futbol a la ciutat de Pétange, al sud-oest de Luxemburg. Actualment és l'estadi del Club Sportif Pétange. Té capacitat per a 2.400 persones.